# Großsteingrab Pampow
Das Großsteingrab Pampow war eine megalithische Grabanlage der jungsteinzeitlichen Trichterbecherkultur bei Pampow im Landkreis Ludwigslust-Parchim (Mecklenburg-Vorpommern). Es wurde vermutlich im 19. Jahrhundert zerstört. Es befand sich auf dem Hoffeld von Pampow und bestand 1836 noch aus mehreren Wandsteinen und einem einzelnen Deckstein. Der genaue Grabtyp lässt sich anhand dieser Angaben nicht sicher bestimmen. In der Anlage wurde ein Becher mit Fischgrätendekor aus einer Nachbestattung der endneolithischen Einzelgrabkultur gefunden, der in die Sammlung des Archäologischen Landesmuseum Mecklenburg-Vorpommern nach Schwerin gelangte, aber nicht erhalten ist.